# 伏都教節
伏都教節（法語：Fête du Vodoun）是貝南的一個公共節日，旨在慶祝該國與西非宗教伏都教有關的歷史。慶祝活動於每年1月10日在全國各地舉行，但最著名的是在維達市。節日以宰殺一隻山羊祭奠神靈開始，然後是唱歌、跳舞和飲酒，尤其是杜松子酒。1996年，貝南正式宣布伏都教為國教，從那時起，這個節日就吸引了成千上萬的信徒和遊客來到維達市參加慶祝活動。

## 圖像

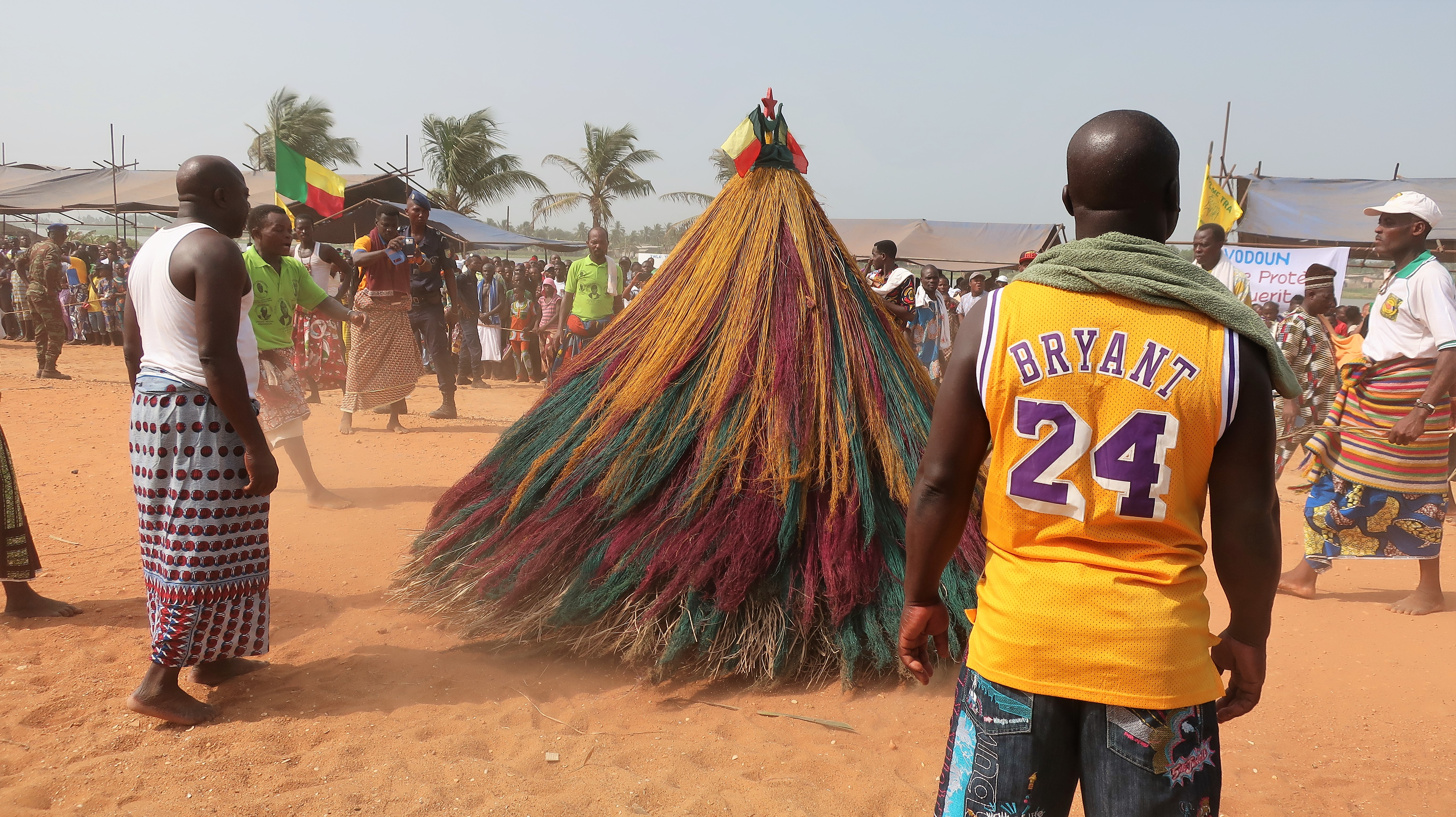
2018年1月，贊比托在貝南大波波舉行的伏都教節表演
- 贊比托在奔跑
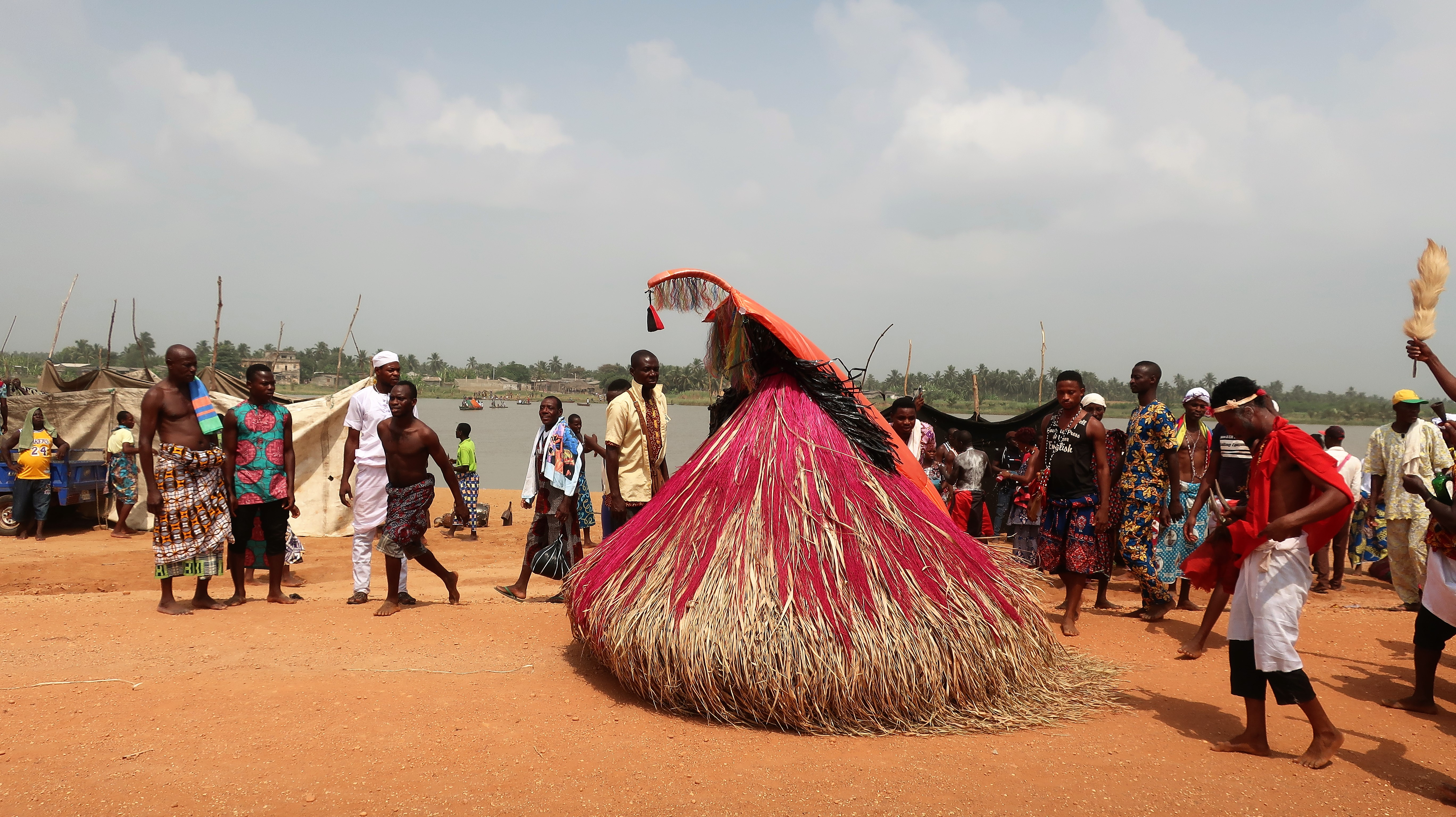
贊比托
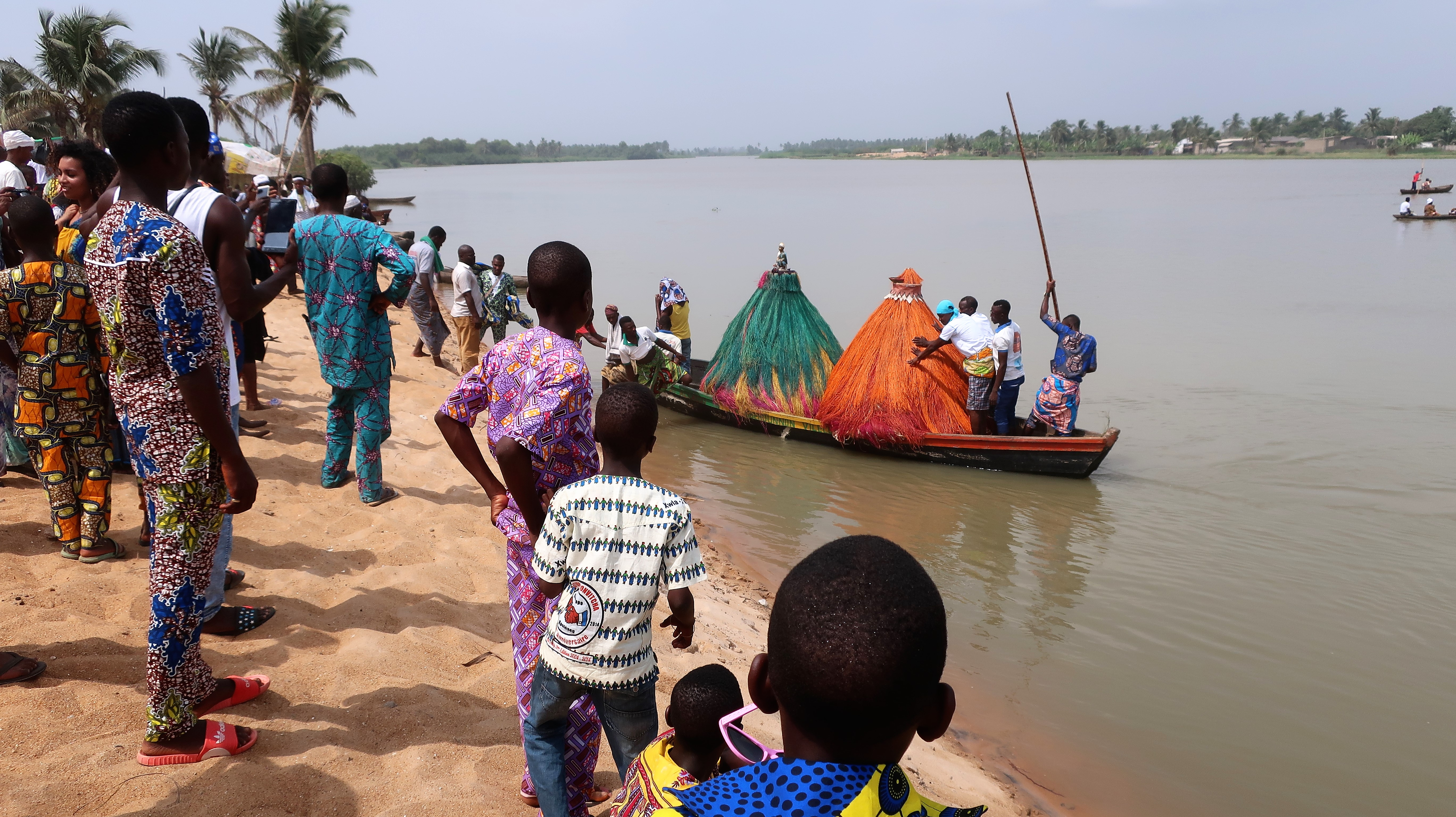
兩名贊比托登陸慶典區域
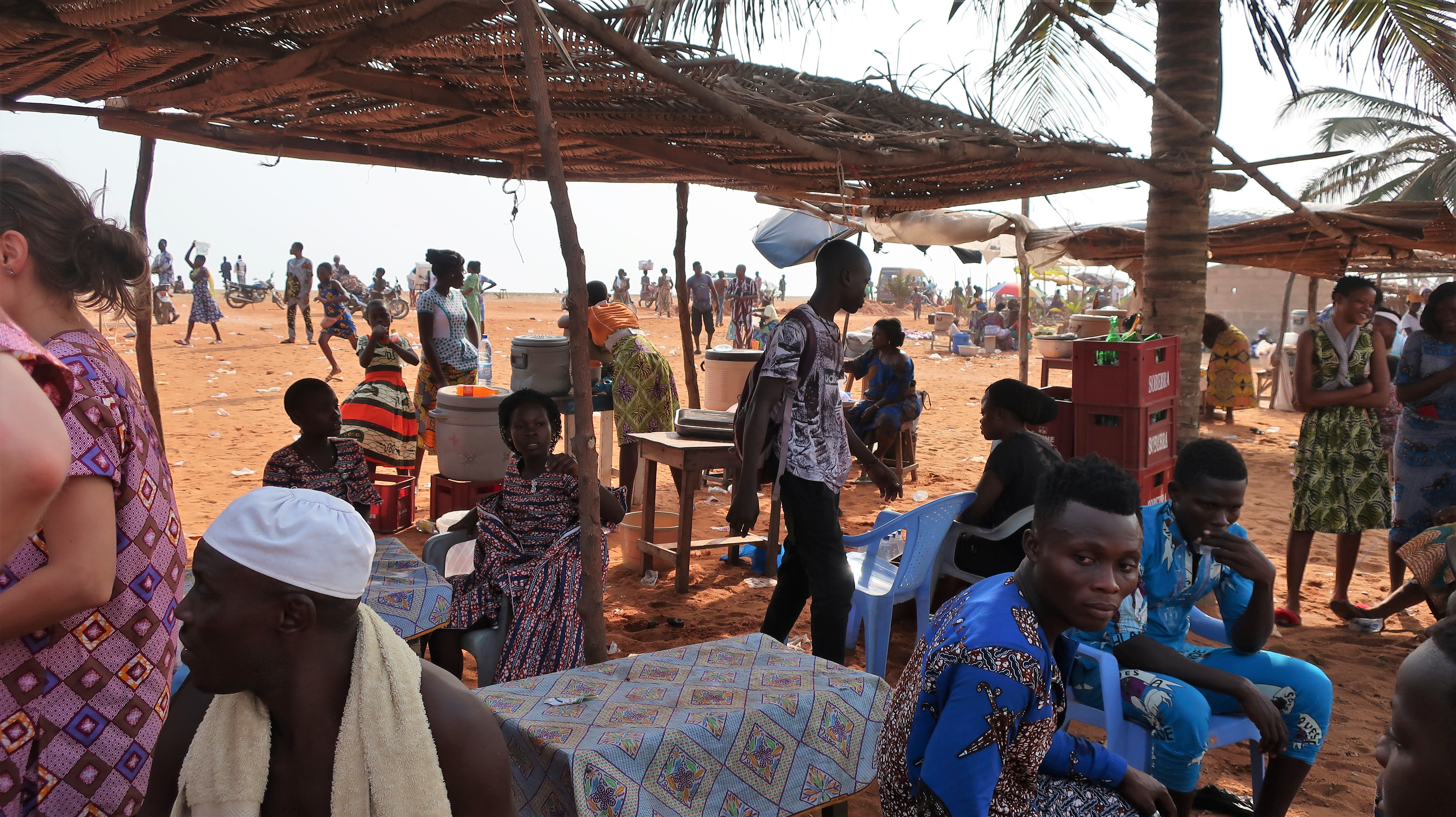
慶典區的餐廳
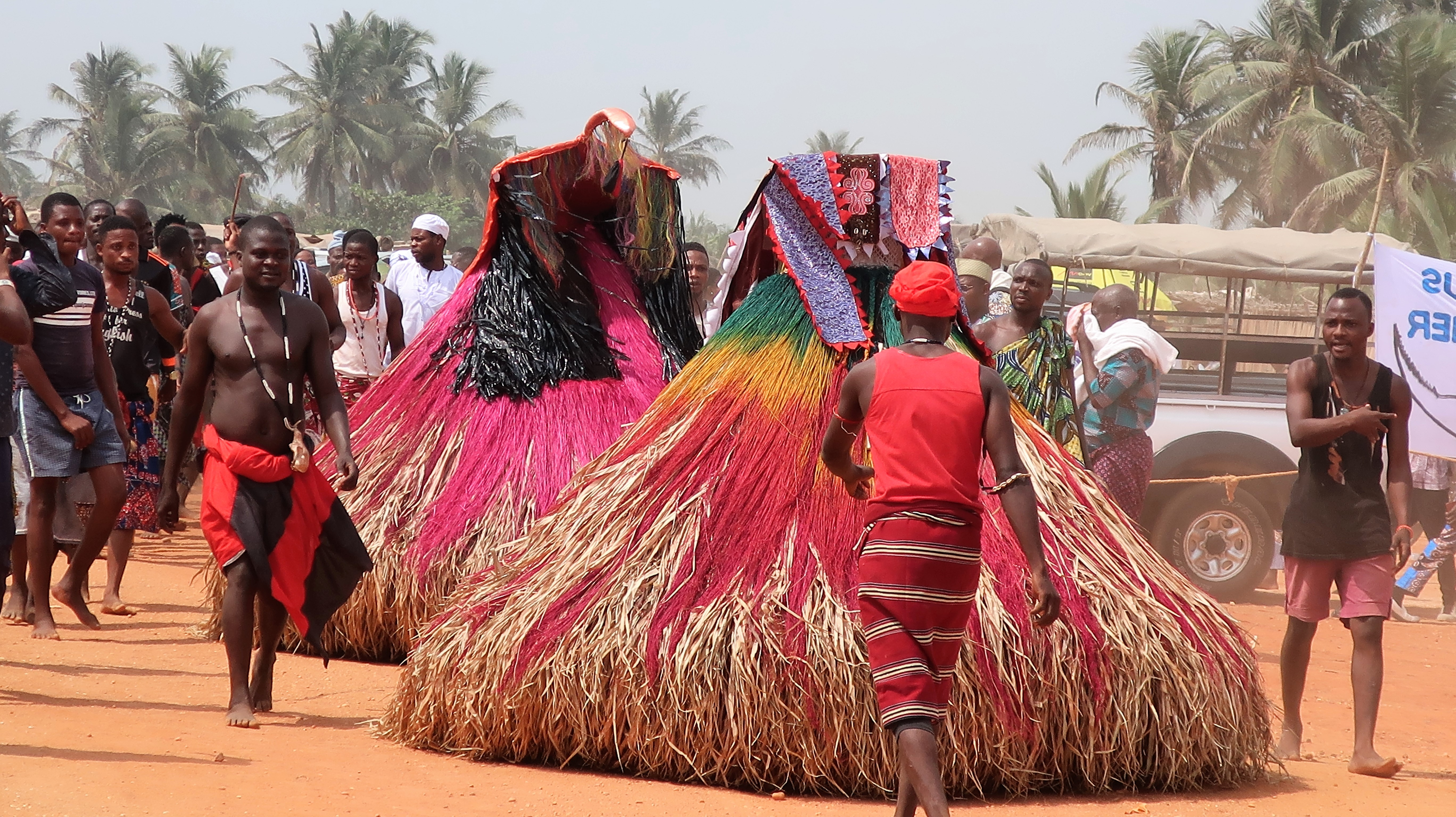
兩名贊比托
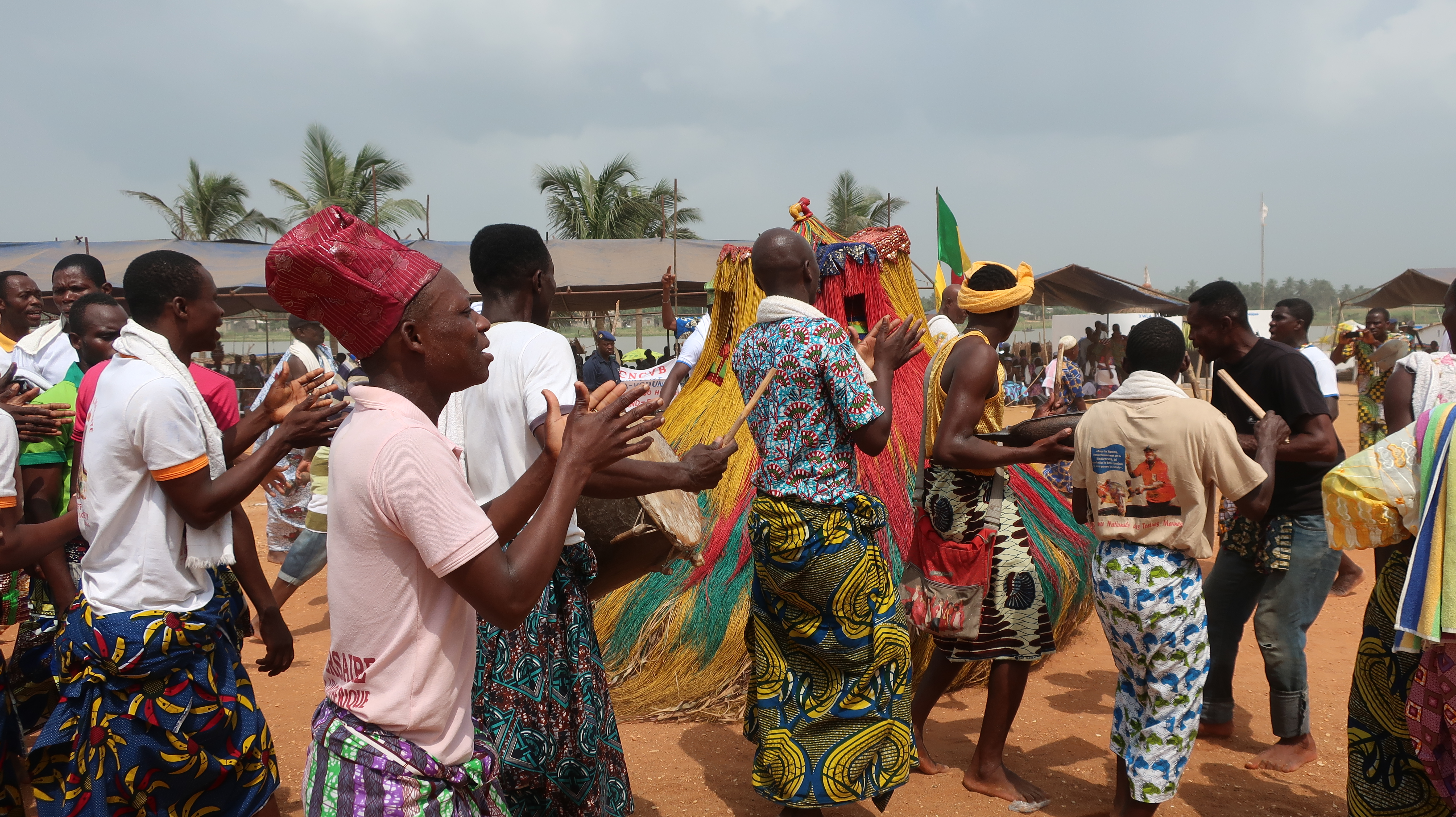
慶典遊行隊伍
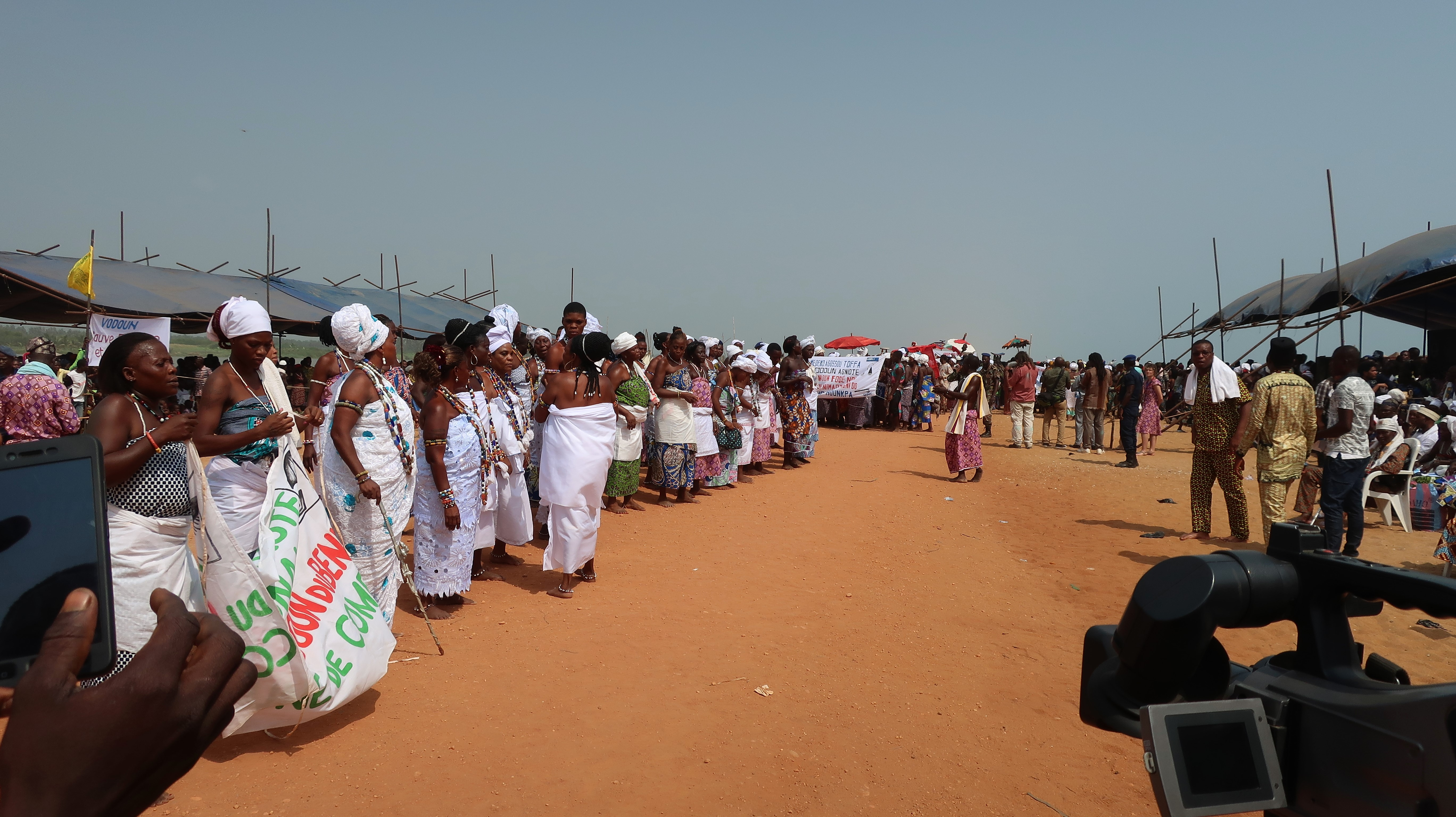
遊行隊伍和觀眾
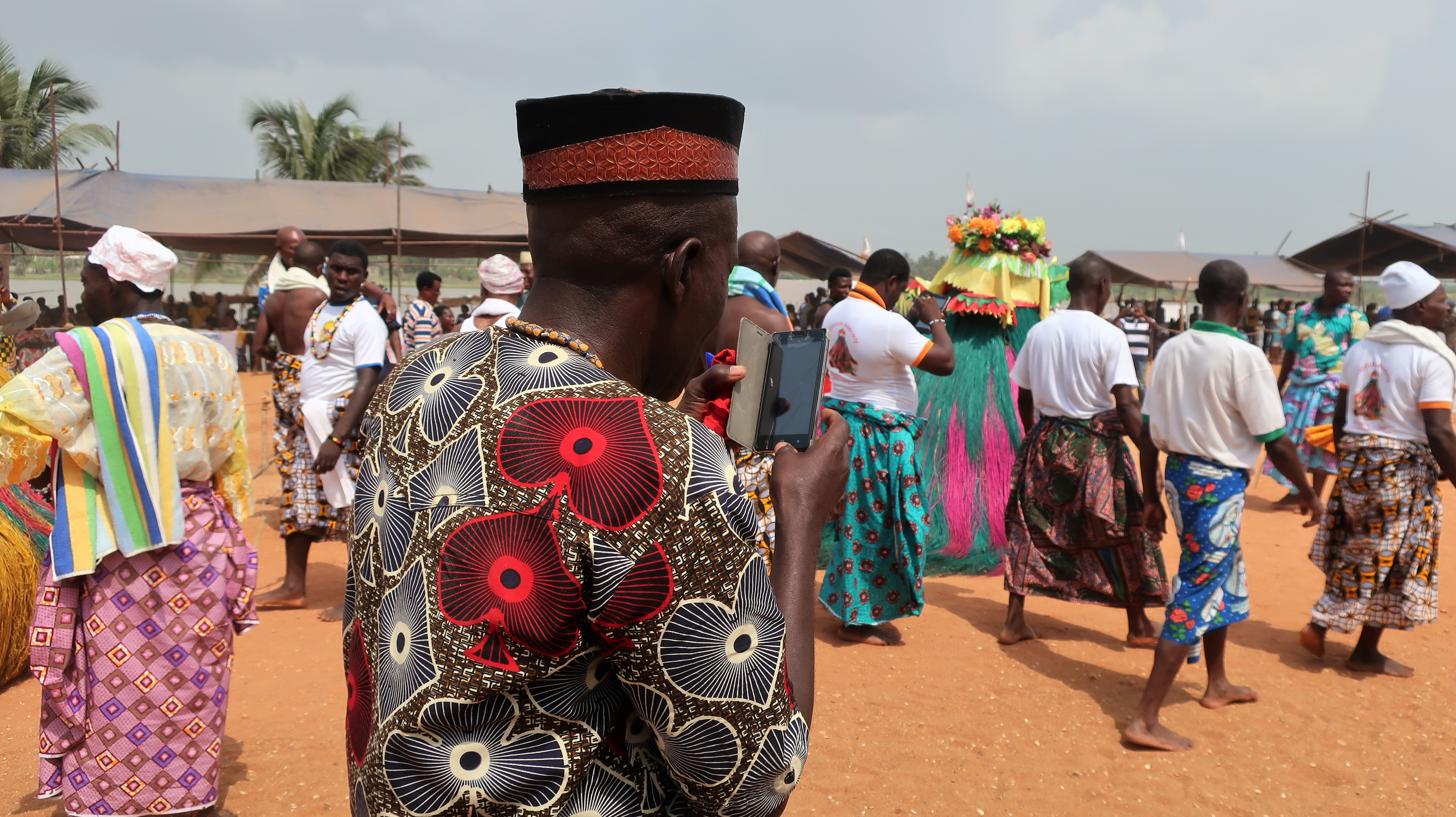
遊行隊伍和一名攝影師
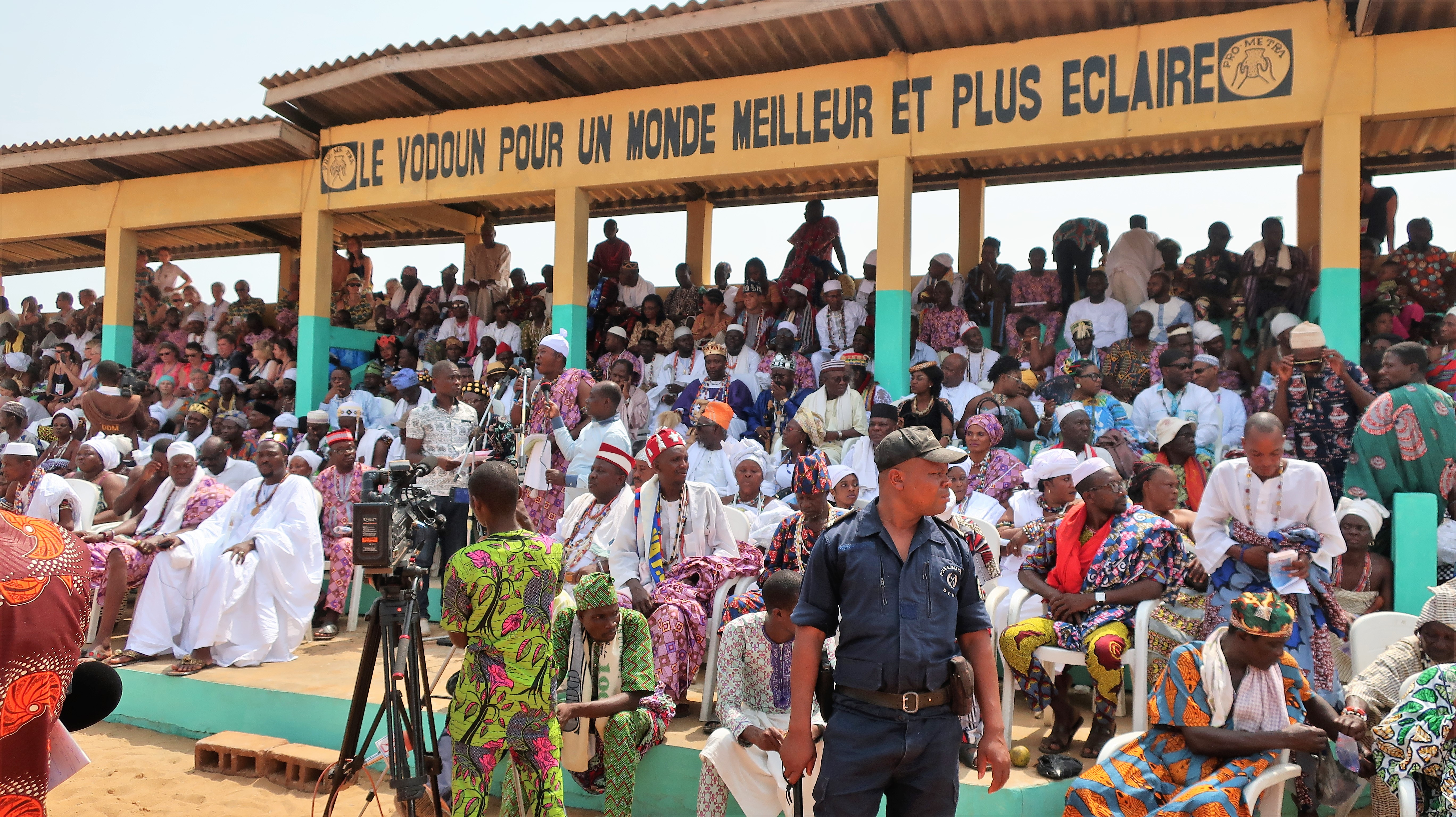
演講者、電視小組和節慶觀眾
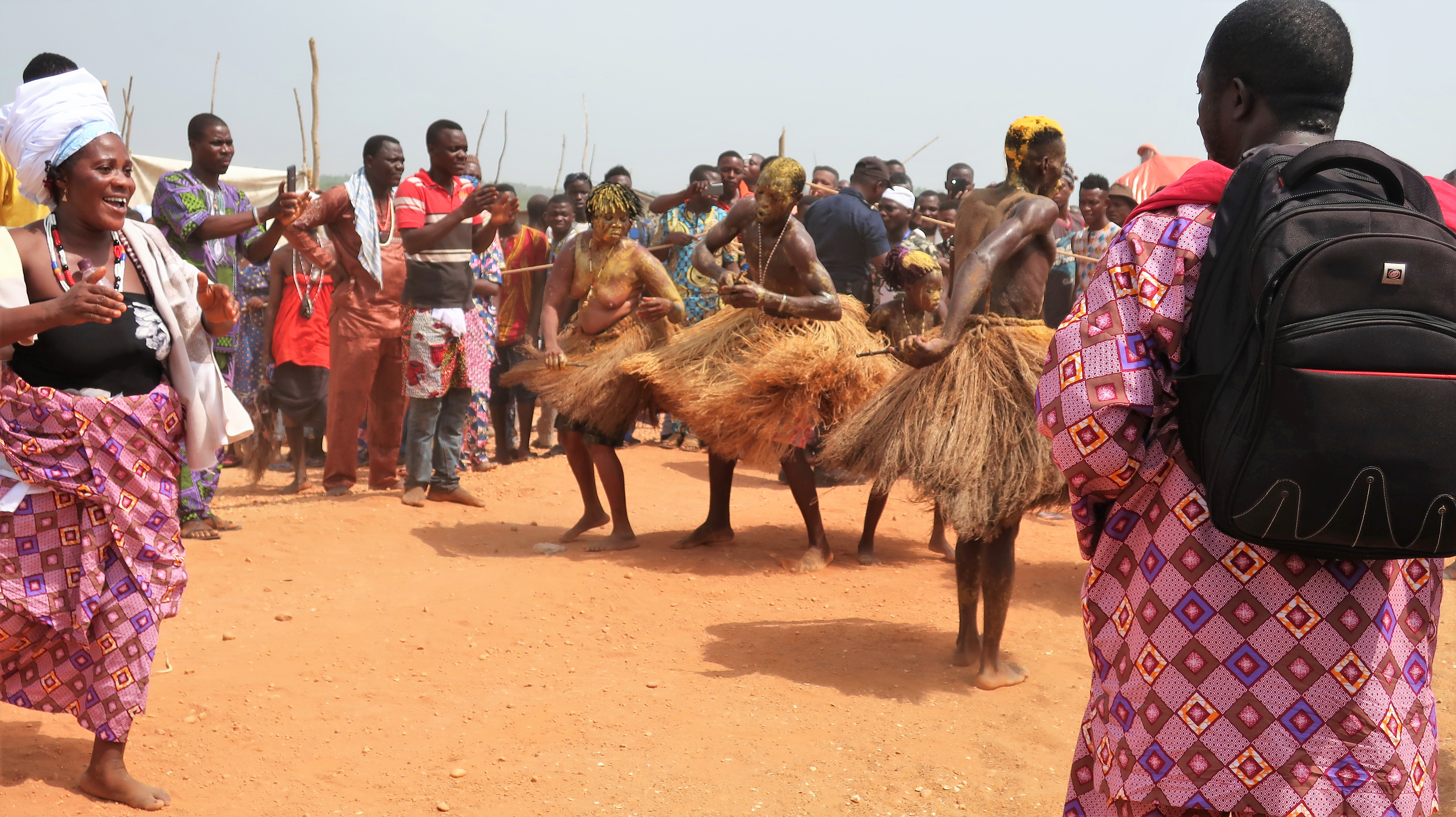
舞者
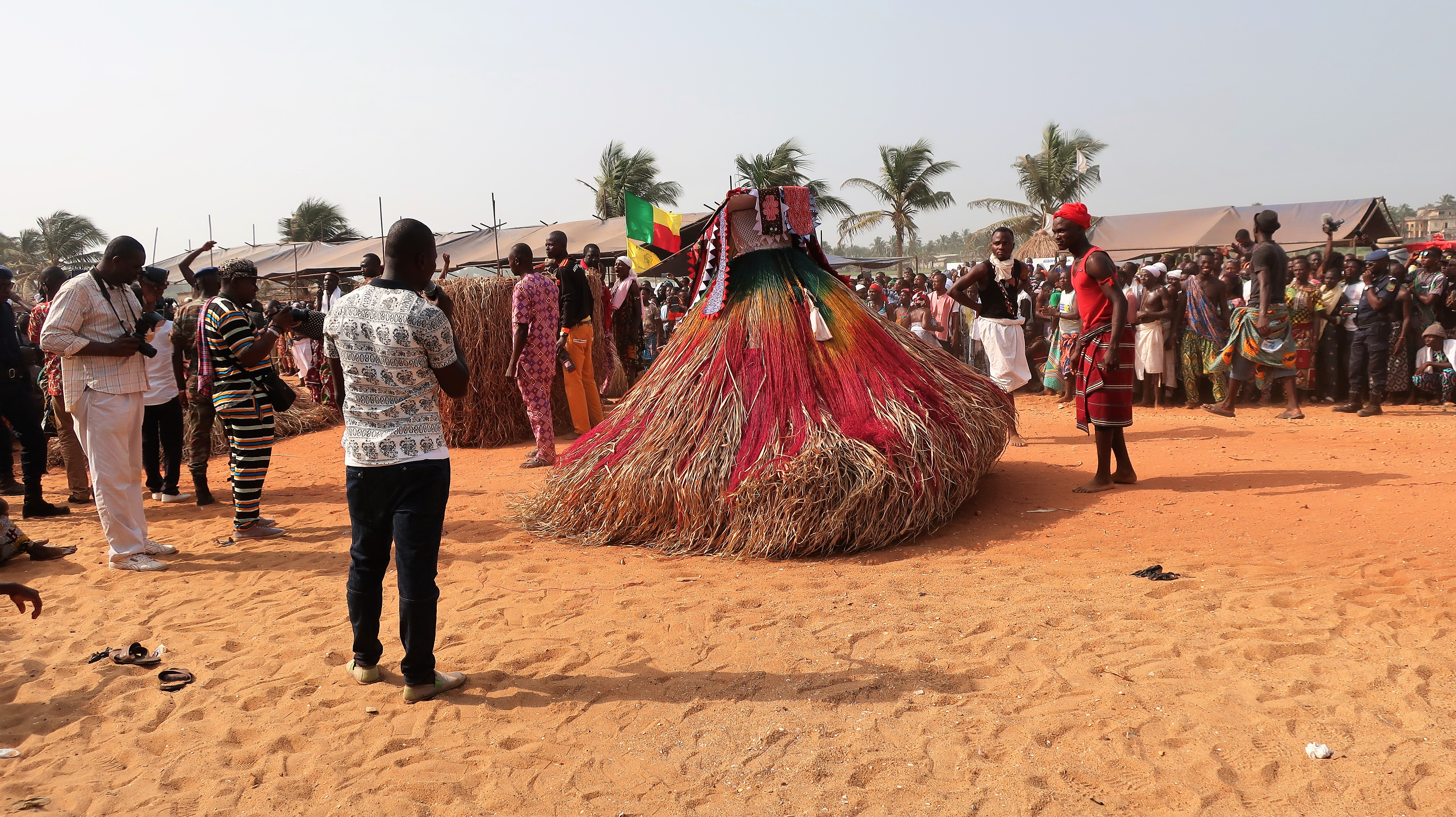
贊比托